# Iglesia católica en El Salvador

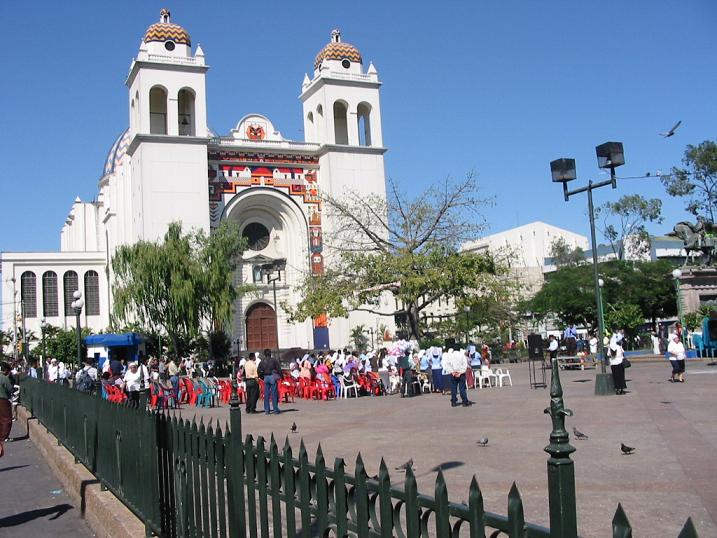
Imagen de Catedral Metropolitana de San Salvador principios del siglo XXI

La Iglesia católica en El Salvador forma parte de la iglesia católica mundial, específicamente de la iglesia latina, que es presidida por el papa desde la Ciudad del Vaticano. En todo su conjunto, a partir de 1913, constituye la Provincia eclesiástica del Divino Salvador del Mundo, que es liderada por la Conferencia Episcopal de El Salvador, y que cuenta con una sede metropolitana, siete diócesis sufragáneas y un ordinariato militar:
- Arquidiócesis de San Salvador
  - Diócesis de Chalatenango
  - Diócesis de San Miguel
  - Diócesis de San Vicente
  - Diócesis de Santa Ana
  - Diócesis de Santiago de María
  - Diócesis de Sonsonate
  - Diócesis de Zacatecoluca
- Ordinariato militar en El Salvador

## Estadísticas
El Salvador tiene unos 6.215.950 habitantes, de los cuales 3.107.975 son católicos, o sea el 50% de la población, según las estadísticas publicadas por la Santa Sede.

## Nunciatura apostólica
Las relaciones diplomáticas entre la Santa Sede y El Salvador fueron establecidas en 1933 al igual que la Nunciatura apostólica de Honduras y El Salvador. En 1938 fue erecta la Nunciatura independiente de El Salvador.

### Delegados apostólicos
- Serafino Vannutelli (23 de julio de 1869 - 10 de septiembre de 1875 nombrado nuncio apostólico en Bélgica)

### Nuncios apostólicos
- Carlo Chiarlo (28 de enero de 1932 - 30 de septiembre de 1933 renuncia)
- Albert Levame (24 de enero de 1934 - 12 de noviembre de 1939 nombrado nuncio apostólico en Uruguay)
- Giuseppe Beltrami (20 de febrero de 1940 - 15 de noviembre de 1945 nombrado nuncio apostólico en Colombia)
- Giovanni Maria Emilio Castellani, O.F.M. (18 de diciembre de 1945 - 23 de agosto de 1951 nombrado oficial de la Secretaría de Estado de la Santa Sede)
- Gennaro Verolino (5 de septiembre de 1951 - 25 de febrero de 1957 nombrado nuncio apostólico en Costa Rica)
- Giuseppe Paupini (25 de febrero de 1957 - 23 de mayo de 1959 nombrado nuncio apostólico en Colombia)
- Ambrogio Marchioni (1º julio de 1959 - 1º septiembre de 1964 nombrado oficial de la Secretaría de Estado de la Santa Sede)
- Bruno Torpigliani (1º septiembre de 1964 - 3 de agosto de 1968 nombrado nuncio apostólico en la República Democrática de Congo)
- Girolamo Prisión (27 de agosto de 1968 - 2 de octubre de 1973 nombrado delegado apostólico en Ghana)
- Emanuele Gerada (8 de noviembre de 1973 - 15 de octubre de 1980 nombrado pro-nuncio apostólico en Pakistán)
- Lajos Kada (15 de octubre de 1980 - 8 de abril de 1984 nombrado secretario de la Congregación para la Disciplina de los Sacramentos)
- Francesco de Nittis (24 de enero de 1985 - 25 de junio de 1990 nombrado nuncio apostólico en Uruguay)
- Manuel Monteiro de Castro (21 de agosto de 1990 - 2 de febrero de 1998 nombrado nuncio apostólico en Sudáfrica)
- Jacinto Berloco (5 de mayo de 1998 - 24 de febrero de 2005 nombrado nuncio apostólico en Venezuela)
- Luigi Pezzuto (2 de abril de 2005 - 17 de noviembre de 2012 nombrado nuncio apostólico en Bosnia-Herzegovina)
- Léon Kalenga Badikebele, del 22 de febrero de 2013-2018
- Santo Rocco Gangemi Desde el 6 de noviembre de 2018-presente

## Conferencia episcopal
El episcopado del país constituye la Conferencia episcopal de El Salvador (CEDES).
La CEDES es miembro del Consejo Episcopal Latinoamericano (CELAM), y del Secretariado Episcopal de América Central (SEDAC).
Elenco de los Presidentes de la Conferencia episcopal:
- Arzobispo Luis Chávez y González, arzobispo de San Salvador (1958 - 1967)
- Obispo Pedro Arnoldo Aparicio y Quintanilla, obispo de San Vicente (1967 - 1970)
- Obispo Benjamin Barrera y Reyes, obispo de Santa Ana (1970 - 1975)
- Arzobispo Luis Chávez y González, arzobispo de San Salvador (1975 - 1977)
- Obispo Pedro Arnoldo Aparicio y Quintanilla, obispo de San Vicente (1977 - 1980)
- Obispo José Eduardo Álvarez Ramírez, Ordinario militar (1980 - 1983)
- Obispo Marco René Revelo Contreras, obispo de Santa Ana (1983 - 1988)
- Obispo Romeo Tovar Astorga, obispo de Zacatecoluca (1988 - 1992)
- Arzobispo Arturo Rivera Damas, arzobispo de San Salvador (1992 - 1994)
- Obispo Marco René Revelo Contreras, obispo de Santa Ana (1995 - 1998)
- Arzobispo Fernando Sáenz Lacalle, arzobispo de San Salvador (1998 - 27 de diciembre de 2008)
- Arzobispo José Luis Escobar Alas, arzobispo de San Salvador, de marzo de 2009